# 貝瑞塔APX半自動手槍
貝瑞塔APX（英語：Beretta APX）是一款由義大利的槍械製造商貝瑞塔為美軍XM17模組化手槍系統競爭（XM17 MHS competition）而設計和生產的一系列半自動手槍，發射9×19毫米帕拉貝倫、9×21毫米IMI和.40 S&W這三種手槍子彈。
以前貝瑞塔曾以更低的價格提供其M9A3型號，用以作為M9採購計劃的延續。但其後據悉M9A3的變化實在非常顯著，超出了工程變更建議書（ECP）的範圍而遭到拒絕，而國防部更傾向展開全新的採購競標。

## 歷史
假如貝瑞塔APX贏得模塊化手槍系統競標，它將在田纳西州加拉廷市的貝瑞塔工廠生產。貝瑞塔在原來位於马里兰州阿科基克區的第一家工廠的位置設有其行政辦公室，但由於馬里蘭立法對槍械的製造商、經銷商和持有者的態度不友好，因而令工廠搬遷至田纳西州。
但最後，在競標之中得標的是西格&紹爾的P320 MHS。其後2017年2月28日，己盡全力的美國貝瑞塔宣布APX手槍將於同年4月15日投放民用市場。
2018年，貝瑞塔宣布了兩款APX的衍生型，分別是：APX百夫長型（Centurion），裝有略小的底把、套筒和槍管；以及APX緊湊型（Compact），裝有更小型的底把、套筒和槍管。

## 設計細節

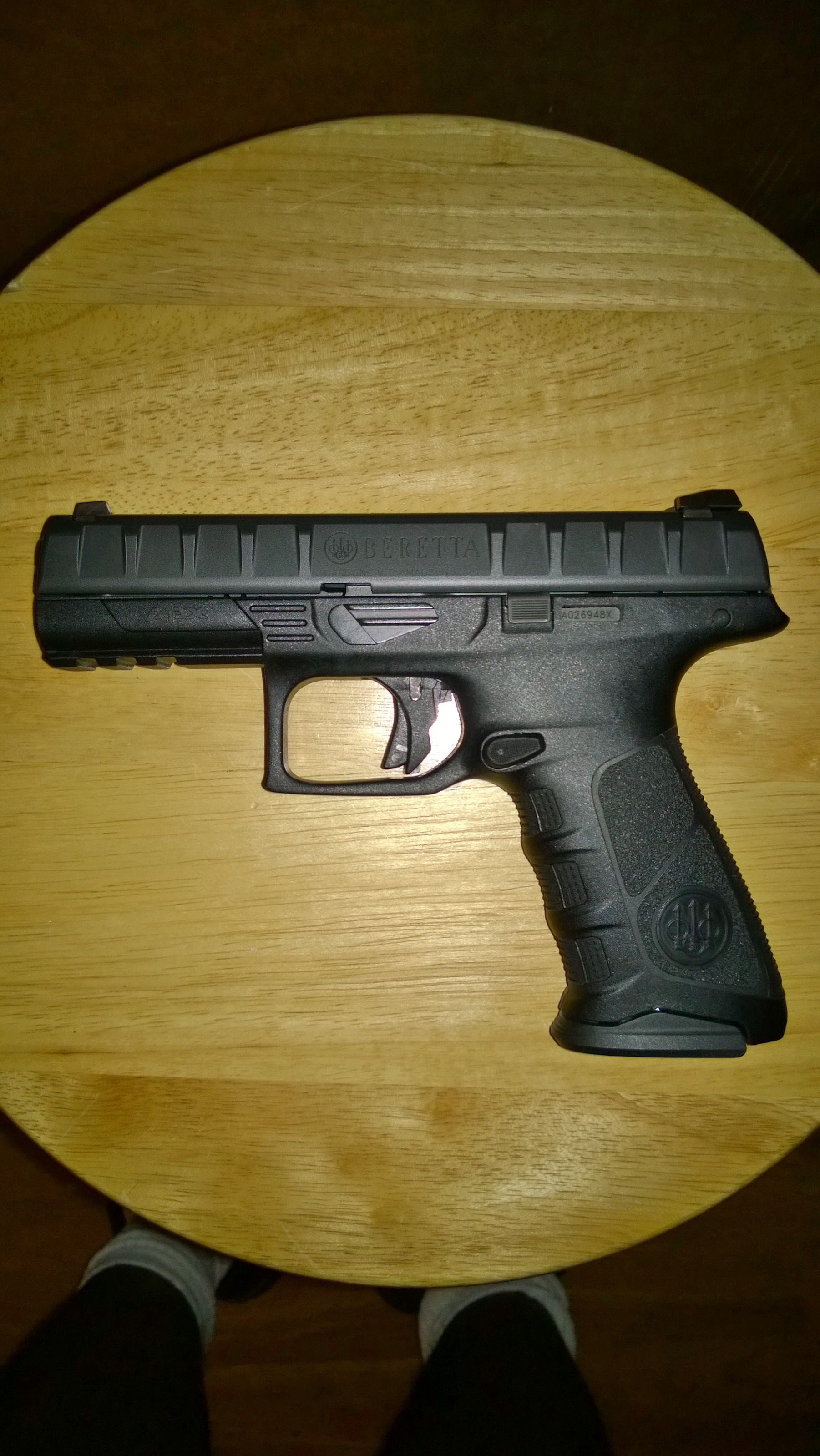
貝瑞塔APX的完整尺寸版本，口徑為9×19毫米。

為了符合模塊化手槍系統的規格，該槍械必須能夠轉換為不同的握把尺寸以適應不同射手的手型身材。APX通過可更換的握把片支持此功能，讓使用者根據其手形及大小，選擇適宜自己持握的握把，以調整握把尺寸；藉由更適合不同的手形，實現最佳的射擊持握感。從槍管軸線到握把頂部的距離保持在最小21毫米，以減少槍口擺動，這可提高在快速跟隨射擊時準確射擊的能力。
APX設計可說在大部份都與M9反過來的。M9使用P38樣式閉膛槍管短行程後座系統，但APX並沒有繼承這種槍機系統。與此相反，APX使用了在SIG Sauer P220上首創的系統；與在M9以上使用的傾斜式閉鎖擋相反，後膛現在是以與在SIG Sauer P220上首次見到、相同的方式，藉由後膛擋以上的凸輪與套筒接合以實現閉鎖。
APX以擊鐵擊發。當待擊時，上膛指示器從套筒的後部突出，指示膛室已經上膛。與許多擊鐵擊發式手槍（例如格洛克手槍，分解時必須扣動扳機）不同，APX具有擊鐵解脫按鈕，必須按壓以解脫擊針，從而防止擦槍走火，而這正是該槍為了解決拆卸其他擊鐵擊發式手槍的過程中由於使用者疏忽而誤傷的風險所作的對策。此外，該槍還具有自動擊鐵保險。
扳機機構亦具有防跌落保險。就算手槍掉落，這保險也可以防止慣性而導致扳機發射武器，從而防止擦槍走火。
按照模塊化手槍系統的規格，APX還在底把（套筒座）前端底部整合有MIL-STD-1913戰術導軌，其上可安裝戰術燈和雷射瞄準器等戰術附件。

## 使用國
- 阿尔巴尼亚
  - 阿爾巴尼亞警察武裝份子掃蕩部門（英语：RENEA）
- 法國
  - 執法機關
- 義大利
  - 執法機關
- 波蘭
  - 警察單位
- 美国
  - 部份地方警察局[9]

## 資料來源
1. ↑  . Beretta Defense Technologies.   [July 3, 2016]. （原始内容存档于2020-12-05）.
2. ↑  . Armytimes.com. February 13, 2015  [July 3, 2016].
3. ↑  . WTOP. April 4, 2016  [July 3, 2016]. （原始内容存档于2016-04-18）.
4. ↑  . Forbes.com. April 15, 2016  [July 3, 2016]. （原始内容存档于2019-05-21）.
5. ↑  . www.beretta.com. 2017-02-28  [2017-02-28]. （原始内容存档于2021-02-27）.
6. ↑  . The Firearm Blog.com. 2018-05-01  [2019-01-13]. （原始内容存档于2020-11-09）.
7. ↑  Lincourt, Wayne. . Gunsamerica.com. February 27, 2016  [July 3, 2016]. （原始内容存档于2018-06-28）.
8. ↑  . guns.com. February 26, 2015  [July 3, 2016]. （原始内容存档于2016-11-20）.
9. ↑  .   [2019-01-13]. （原始内容存档于2018-10-16）.

## 外部連結
- （英文）—Beretta APX - Beretta Defense Technologies （页面存档备份，存于）
- （英文）—Modern Firearms—Beretta APX pistol （页面存档备份，存于）
- （英文）—Beretta APX  （页面存档备份，存于）
- （英文）—The Firearm Blog.com—
  - Beretta Introduces Its First Striker-Fired Service Pistol: The APX （页面存档备份，存于）
  - US Gunmakers to Submit MHS Pistols By 2016; Fmr SecDef Gates Slams Program （页面存档备份，存于）
  - Beretta Releases Photos of MHS-Model APX Handgun （页面存档备份，存于）
  - BREAKING: US Army’s Modular Handgun System Moves Forward, to Downselect to 3 Competitors （页面存档备份，存于）
  - BREAKING: Beretta APX Striker-Fired Pistol Reaches The Civilian Market… In Argentina! （页面存档备份，存于）
- （英文）—The Truth About Guns.com—New From Beretta: APX Striker-Fired Modular Pistol – Is This The Army’s New Sidearm? （页面存档备份，存于）
- （英文）—Guns & Ammo.com—Beretta Reveals APX Full Size Striker-Fired Pistol （页面存档备份，存于）
- （英文）—Tactical-Life.com—
  - Beretta Debuts Semi-Automatic, Striker-Fired APX （页面存档备份，存于）
  - First Look: Beretta’s Long-Awaited, LEO-Approved APX Handgun （页面存档备份，存于）
  - 5 Buzzworthy Handguns Taking 2015 by Storm （页面存档备份，存于）
  - 56 of the Best Pistols From Specials Weapons Magazine in 2015
- （英文）—Beretta APX – Going Full-Sized in Striker-Fired （页面存档备份，存于）
- （意大利文）—Debutta la pistola Beretta Apx （页面存档备份，存于）, Armietiro. URL consultato il 2 gennaio 2016.
- （简体中文）—槍炮世界—APX手枪系列 （页面存档备份，存于）